# Bugs Bunny: Lost in Time
Bugs Bunny: Lost in Time – to związana ze Zwariowanymi Melodiami gra komputerowa pod Microsoft Windows lub PlayStation, wydana w 1999 r.

## Opis
W grze znajduje się wiele popularnych postaci kreskówkowych autorstwa Warner Brothers. Główna fabuła dotyczy Królika Bugsa, który znalazł i przypadkowo uruchomił nieznane mu urządzenie, co skutkuje wylądowaniem w domu u czarodzieja imieniem Merlin. Merlin wyjaśnia Bugsowi, że ten jest zagubiony w czasie. Zadaniem gracza jest pomoc Bugsowi w odnajdywaniu w pięciu różnych epokach magicznych zegarów i złotych marchwi, by mógł on powrócić do chwili obecnej.
Gra doczekała się sequela – Bugs Bunny & Taz: Time Busters.

## Głosów użyczyli
- Billy West – Królik Bugs, Elmer
- Jess Harnell – Merlin
- June Foray – Czarownica Hazel
- Mel Blanc – Pirat Sam (archiwalne)
- Joe Alaskey – Marsjanin Marvin, Kaczor Daffy, Rocky i Mugsy